# 東京國際展覽中心站
東京國際展覽中心站（日语：／ Tōkyō-biggu-saito eki */?）是位於日本東京都江東區有明三丁目，屬於東京臨海新交通臨海線（百合鷗）的車站。車站編號是U 11。

## 車站構造
島式1面2線的高架車站。

### 月台配置
| 月台 | 路線   | 目的地               |
| ---- | ------ | -------------------- |
| 1    | 百合鷗 | 有明、豐洲方向       |
| 2    | 百合鷗 | 青海、台場、新橋方向 |

## 利用狀況
2015年度1日平均上車人次為10,792人。開業以來的1日平均上車人次推移如下表。
| 年度   | 百合鷗 | 來源   |
| ------ | ------ | ------ |
| 1995年 | 1,086  | [ 2 ]  |
| 1996年 | 8,318  | [ 3 ]  |
| 1997年 | 7,762  | [ 4 ]  |
| 1998年 | 4,586  | [ 5 ]  |
| 1999年 | 9,637  | [ 6 ]  |
| 2000年 | 10,074 | [ 7 ]  |
| 2001年 | 9,195  | [ 8 ]  |
| 2002年 | 8,510  | [ 9 ]  |
| 2003年 | 6,989  | [ 10 ] |
| 2004年 | 7,149  | [ 11 ] |
| 2005年 | 7,559  | [ 12 ] |
| 2006年 | 8,487  | [ 13 ] |
| 2007年 | 9,109  | [ 14 ] |
| 2008年 | 8,786  | [ 15 ] |
| 2009年 | 8,638  | [ 16 ] |
| 2010年 |        |        |

## 車站周邊
一如站名，位於東京國際展示場的正面。此站附近除東京國際展示場以外很少設施，使用人數視乎國際展示場有否舉辦活動有很大差異。
- 東京國際展示場
- 海上巴士（日语：東京都観光汽船）、東京水邊線（日语：東京水辺ライン）東京乘船場
- 武藏野大學有明校園
- 水之廣場公園（日语：水の広場公園）
- 有明西埠頭公園（日语：有明西ふ頭公園）
- （株）百合鷗本社
  - 百合鷗車輛基地
- 東京都水道局（日语：東京都水道局）有明給水所
- 東京都水道局東京都水之科學館（日语：東京都水の科学館）
- 臨海線國際展示場站
- 東京臨海副都心
- 國際研究交流大學村（日语：国際研究交流大学村）

## 歷史
- 1995年（平成7年）11月1日 - 国際展示場正門站開業。
- 2019年（平成31年）3月16日 - 改名東京國際展覽中心站[17]。

## 相鄰車站
百合鷗
 東京臨海新交通臨海線（百合鷗）
青海（U 10）－東京國際展覽中心（U 11） - 有明（U 12）

## 腳注
1. ↑  . 百合鷗株式會社. 2019-03-17  [2019-03-17]. （原始内容存档于2019-09-15）.
2. ↑  .   [2017-05-18]. （原始内容存档于2013-02-03）.
3. ↑  .   [2017-05-18]. （原始内容存档于2013-02-03）.
4. ↑  .   [2017-05-18]. （原始内容存档于2016-03-04）.
5. ↑  東京都統計年鑑（平成10年）PDF
6. ↑  東京都統計年鑑（平成11年）PDF
7. ↑  .   [2017-05-18]. （原始内容存档于2016-03-04）.
8. ↑  .   [2017-05-18]. （原始内容存档于2016-03-04）.
9. ↑  .   [2017-05-18]. （原始内容存档于2017-07-29）.
10. ↑  .   [2017-05-18]. （原始内容存档于2017-07-29）.
11. ↑  .   [2017-05-18]. （原始内容存档于2017-07-29）.
12. ↑  .   [2017-05-18]. （原始内容存档于2017-07-29）.
13. ↑  .   [2017-05-18]. （原始内容存档于2017-07-29）.
14. ↑  .   [2017-05-18]. （原始内容存档于2017-07-29）.
15. ↑  .   [2017-05-18]. （原始内容存档于2017-07-29）.
16. ↑  .   [2017-05-18]. （原始内容存档于2016-03-26）.
17. ↑   (PDF). 株式会社ゆりかもめ. 2019-01-15  [2019-01-15]. （原始内容 (PDF)存档于2019-01-15）.

## 外部連結
- 東京國際展覽中心站 （页面存档备份，存于） - 百合鷗